# Baphetoidea
I bafetoidi (Baphetoidea), altrimenti noti come loxommatoidi (Loxommatoidea), sono un gruppo di stegocefali sviluppatisi nel Carbonifero inferiore e vissuti fino al Carbonifero superiore (circa 330 - 306 milioni di anni fa), dall'incerta posizione sistematica.

## Descrizione
Questi grandi predatori del Paleozoico sono ritenuti essere tra i più antichi animali a quattro zampe (tetrapodi), e sono noti principalmente tramite i loro crani caratteristici. Il resto dello scheletro è noto in modo molto frammentario, e si suppone che fosse in gran parte cartilagineo, quindi inadatto alla fossilizzazione. Il teschio, comunque, offre molti indizi sul loro stile di vita: i loxommatoidi dovevano essere grandi predoni acquatici, data la presenza della linea laterale e di lunghe file di denti acuminati all'interno delle grandi fauci. Il particolare più curioso del loro cranio, però, sta tutto nella strana forma dell'orbita, simile a un buco di serratura. Questa strana conformazione di fronte all'occhio poteva ospitare, nell'animale in vita, qualche tipo di ghiandola (forse una ghiandola del sale) o grandi inserzioni per i muscoli delle mascelle (pterigoidi). La teoria più probabile, però, è che il "buco" di fronte alle orbite vere e proprie ospitasse un organo elettrico (Bjerring, 1986), che permetteva ai loxommatidi di orientarsi (e forse anche di cacciare) nelle paludi a visibilità ridotta nelle quali abitavano. 

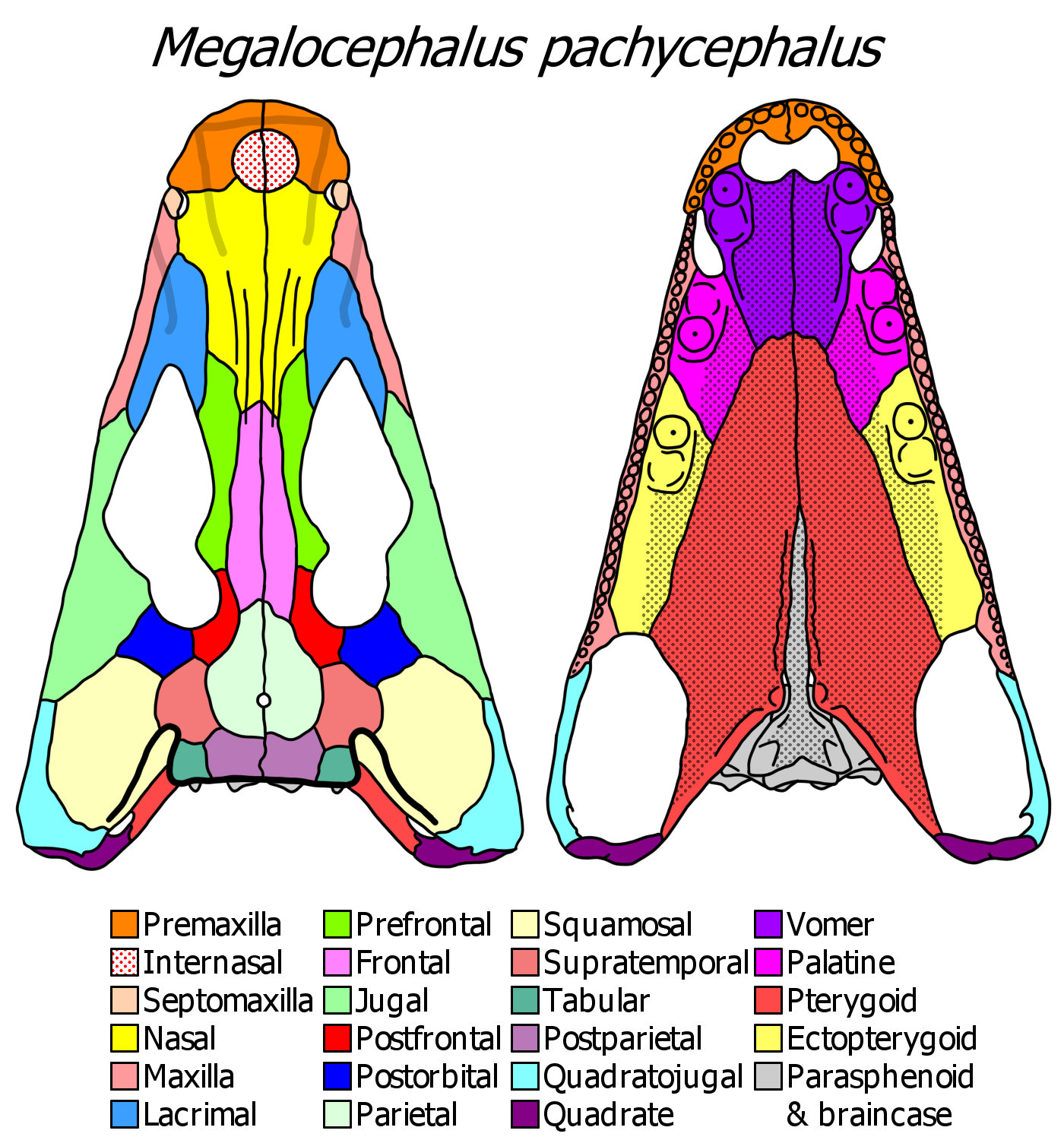
Ricostruzione schematica del cranio di Megalocephalus

## Posizione tassonomica
I loxommatoidi sono stati tra i primi anfibi carboniferi ad essere scoperti: la data della loro descrizione risale al 1850, ad opera di William Dawson. Questi grossi animali, della lunghezza media di un paio di metri, sono di solito considerati temnospondili primitivi, ma ora qualche paleontologo pensa che le loro caratteristiche li avvicinino maggiormente alla linea filetica dei rettili (batracosauri). È probabile, comunque, che i loxommatidi rappresentino una delle molte radiazioni di tetrapodi primitivi, e forse erano filogeneticamente vicini al bizzarro Crassigyrinus.

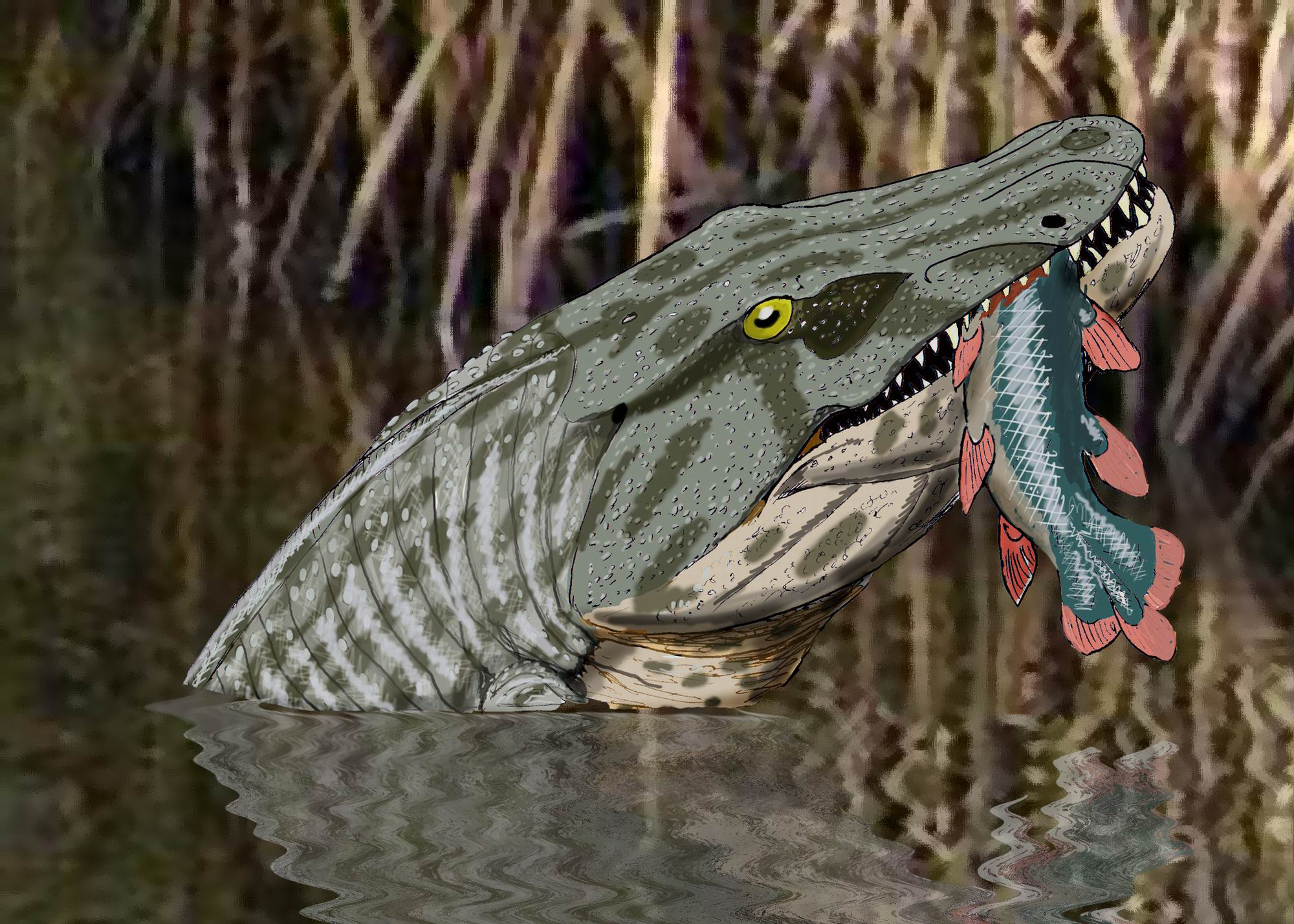
Ricostruzione di Megalocephalus nel suo ambiente naturale

## Paleoecologia
Dal momento che Ichthyostega e i suoi parenti sono stati di recente reinterpretati come forme acquatiche, i loxommatoidi risulterebbero essere tra i possibili candidati per il primo gruppo di vertebrati terrestri. La scoperta di una forma primitiva (Eucritta) e recenti studi filogenetici potrebbero offrire prove in questo senso, ma la quasi totale assenza di resti fossili delle zampe porterebbe a pensare che gli arti di queste creature avessero uno scheletro di natura cartilaginea e fossero piuttosto ridotti, e quindi poco utili sul terreno. I loxommatoidi, quindi, sarebbero stati predatori quasi essenzialmente acquatici.

## Generi
Il gruppo dei loxommatoidi, vissuto dal Carbonifero inferiore al Carbonifero superiore in Europa e Nordamerica, comprende quattro generi principali strettamente imparentati tra loro: Loxomma è il più primitivo, Baphetes e Megalocephalus i più evoluti. Una forma eccezionalmente primitiva e probabilmente ancestrale, Eucritta, è stata scoperta in Scozia, e un possibile genere affine dal cranio allargato, Spathicephalus, è spesso inserito nel gruppo. Un altro presunto loxommatoide è il poco noto Kyrinion.

## Classificazione
```
†
Baphetoidea
 [
Loxommotoidea
]
  |?- †
Eucritta melanolimnetes

  |?- †
Kyrinion martilli
 
  |--o †
Spathicephalus
 [Spathicephalidae]
  |  |-- †
S. mirus

  |  `-- †
S. pereger

  `—o †
Baphetidae
 [
Loxommatidae
]
     |--o †
Loxomma

     |  |-- †
L. allmani

     |  |-- †
L. acutirhinus

     |  `-- †
L. rankini

     `--+--o †
Megalocephalus

        |  |-- †
M. platycephalus

        |  |-- †
M. lineolatus
 
        |  `?- †
M. enchodus
 
        `—o †
Baphetes

           |-- †
B. planiceps

           |-- †
B. kirkbyi

           |-- †
B. lintonensis
 
           `-- †
B. orientalis
```